# Hartmut Strampe
Hartmut Strampe (* 3. März 1956) ist ein ehemaliger deutscher Fußballschiedsrichter.

## Leben
Strampe wurde für den TSV Groß Hesebeck 1986 DFB-Schiedsrichter, 1990 wurde er Zweitliga-Schiedsrichter. Er leitete zwischen 1991 und 2003 170 Bundesligapartien. Bei seinem ersten Einsatz am 27. August 1991 im Spiel zwischen dem MSV Duisburg und dem Karlsruher SC (Endstand: 6:2) erlebte er gleich Historisches. Der Duisburger Michael Tönnies erzielte den bis dahin schnellsten Hattrick der Bundesligageschichte. 1998 leitete Strampe das DFB-Pokalfinale, das der FC Bayern München mit 2:1 gegen den MSV Duisburg gewann.
Von 1993 bis 2001 leitete er als FIFA-Schiedsrichter 17 Länderspiele und 32 Europapokalspiele.
Strampe ist Verwaltungsbeamter, verheiratet und hat drei Kinder. Er lebt in Handorf.

## Sonstiges
Am 7. April 2001 sicherte sich Strampe im Bundesligaspiel zwischen Borussia Dortmund und dem FC Bayern München (1:1) gleich zwei Bundesligarekorde. Einerseits sahen dort erstmals zehn Spieler einer Mannschaft eine Karte (Bayern München). Andererseits bedeutete die Zahl der insgesamt in dem Spiel ausgeteilten Karten, nämlich 13 (10× Gelb, 1× Gelb-Rot, 2× Rot), ebenfalls einen Rekord.
2015 gründete sich die stilistisch der Ultra-Bewegung angelehnte Brigade Hartmut Strampe, die durch die Stadien reist, von der Oberliga bis zur Bundesliga, um die jeweiligen Schiedsrichter anzufeuern und zu unterstützen. Diese Gruppierung wurde initiiert von Mitarbeitern des Fußballmagazins 11Freunde.